# Daniel Libeskind
Daniel Libeskind, (Łódź, 12 de maio de 1946), é um arquitecto que se naturalizou americano em 1965. É um aluno da classe de 1965 (1965 alumnus) do Bronx High School of Science. Vive desde 1989 em Berlim, com a mulher Nina e seus três filhos. A sua arquitectura usa uma linguagem de ângulos imponentes, geometrias que se intersectam, fragmentos, vazios e linhas picadas de uma forma exuberante. Foi o arquitecto de diversos museus e galerias, incluindo o Museu Judaico de Berlim, o Museu Felix Nussbaum em Osnabrück, o Imperial War Museum North em Manchester.
Desenvolveu o projeto do One World Trade Center (antes conheciso como Freedom Tower), a torre central do novo complexo World Trade Center, que foi finalizado em 2014, no Ground Zero.

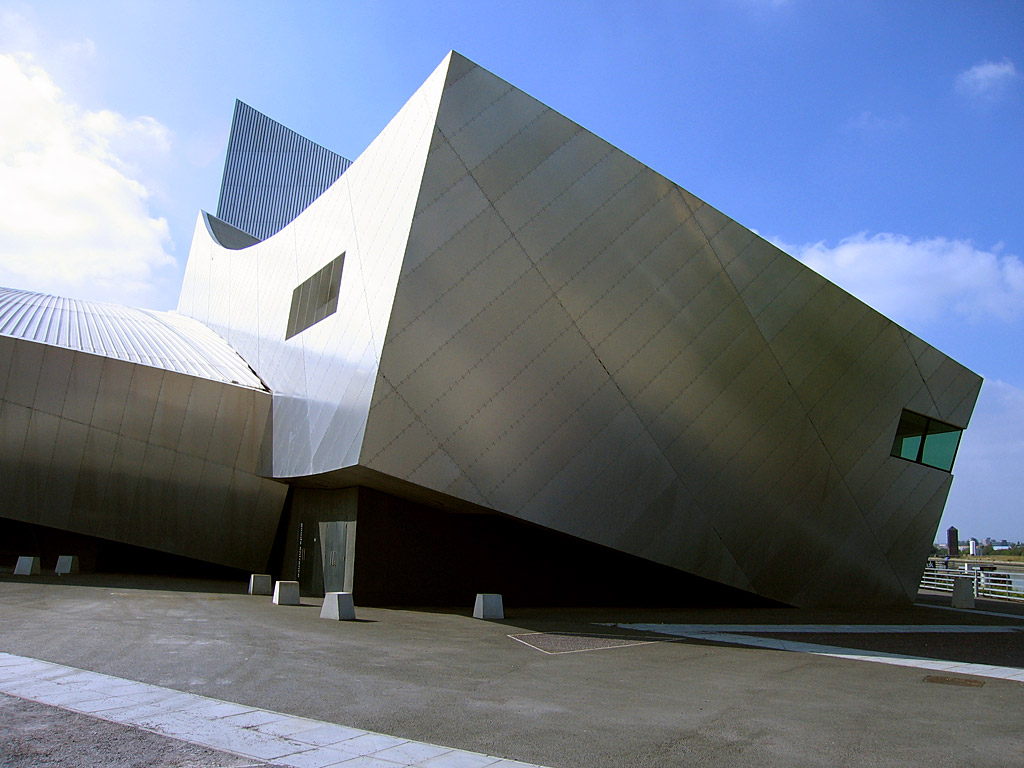
Imperial War Museum North, Inglaterra
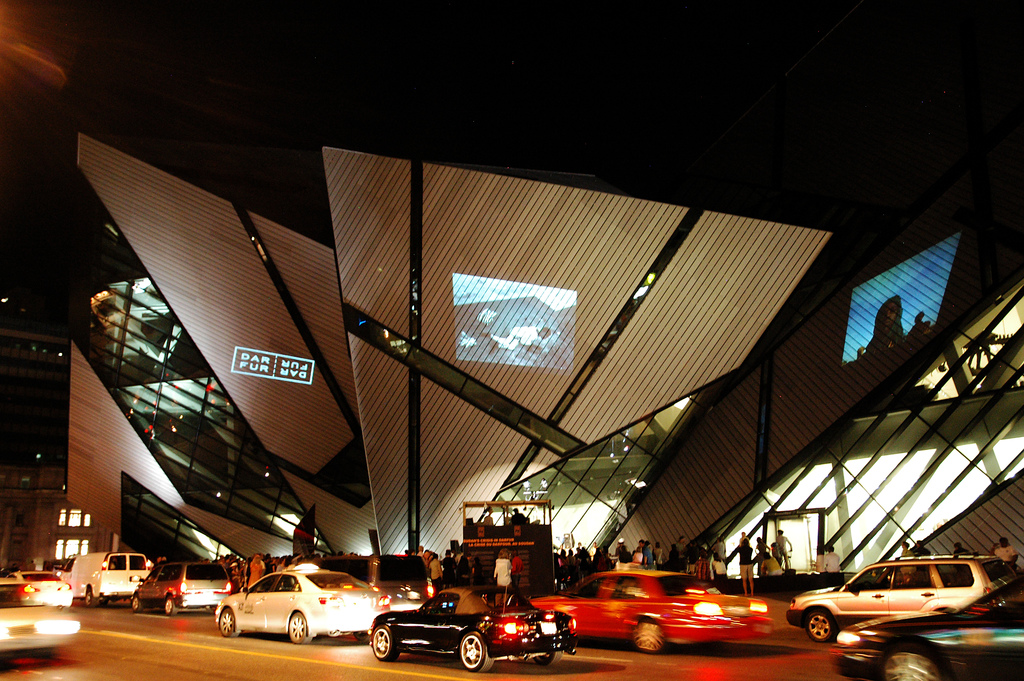
Royal Ontario Museum, Canadá
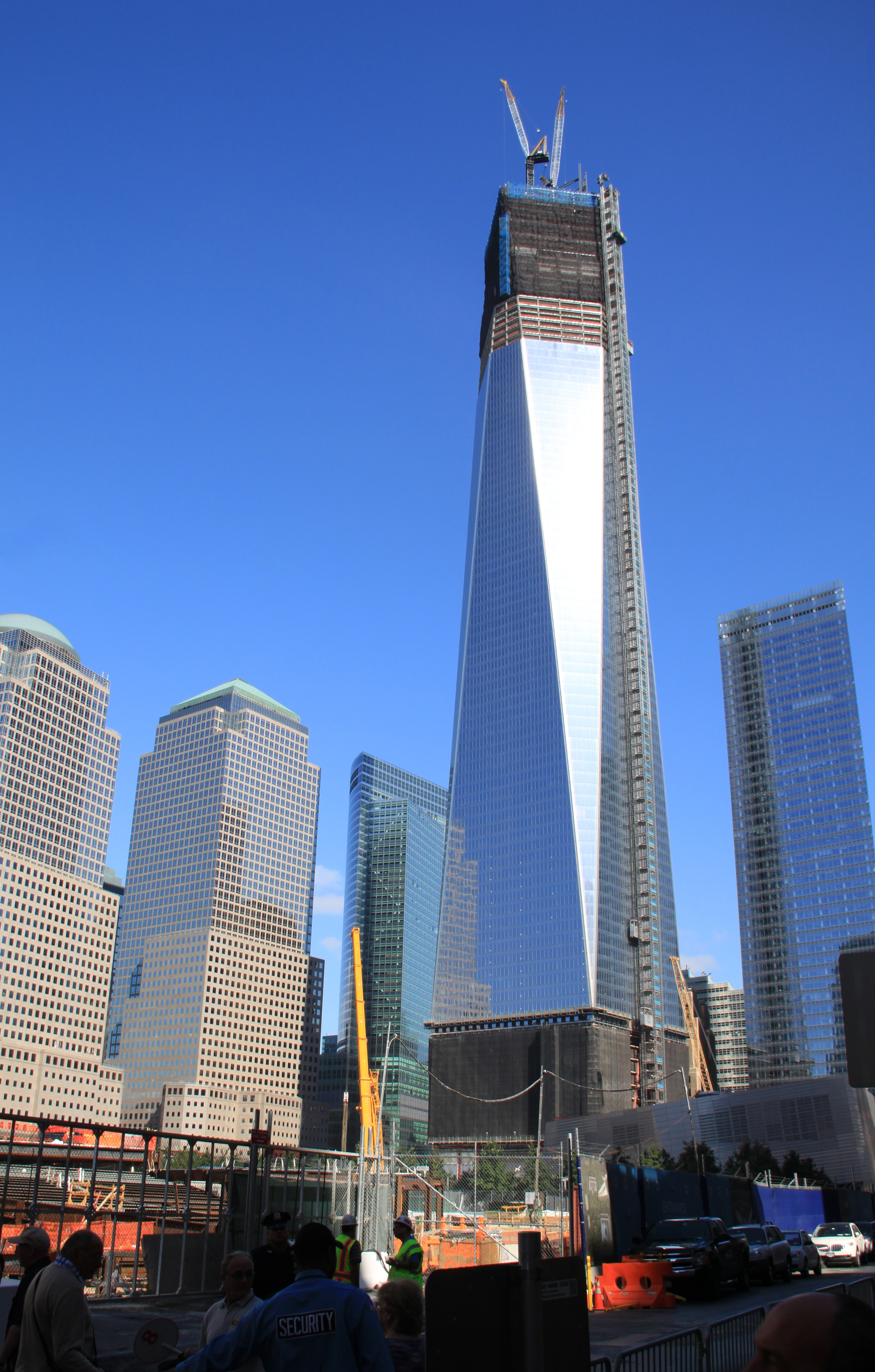
One World Trade Center, Nova York
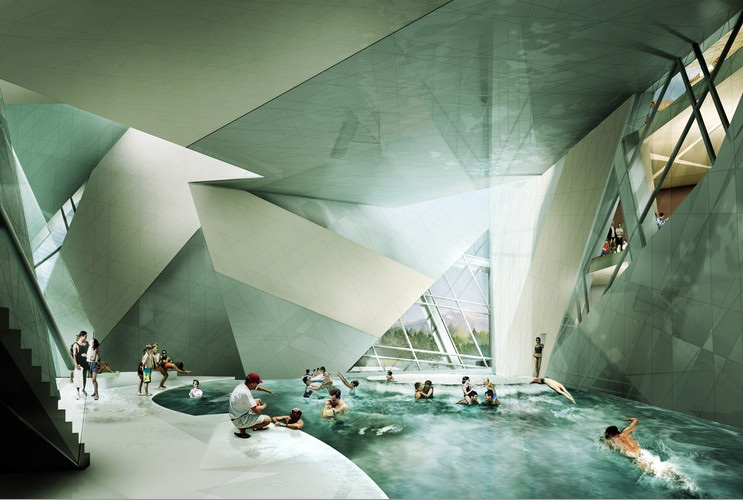
Interior do Westside Shopping and Leisure Center, Helloween Berna